# Форт-Монтегю
Форт-Монтегю (англ. Fort Montagu) — небольшой форт с четырьмя пушками на острове Нью-Провиденс.
В апреле 1741 года новый губернатор Джон Тинкер прибыл на Багамские острова. Посетив Нассау, он увидел, что в поселении имеется лишь один форт, ныне известный как Старый форт Нассау. Губернатор счёл это недостаточной защитой от испанцев и поручил военному инженеру Питеру Генри Брюсу построить еще один на восточной оконечности острова. Строительство форта началось в 1741 году и закончилось уже в следующем году. Форт был построен из известняка, на момент постройки в нем было 23 пушки и более 95 бочек с порохом.
Форт сыграл важную роль во время американской войны за независимость, в 1776 году произошла высадка в Нассау, которая считается первой удачной операцией Континентального флота и началом истории морской пехоты США, несмотря на то, что в тот момент независимость Штатами ещё не была получена.
В 1782 году форт Монтегю не устоял, когда к Нассау подошел флот из более чем 80 испанских кораблей, сумевший захватить Нью-Провиденс. Однако, уже в следующем году был возвращён англичанами.
В настоящее время Форт-Монтегю является исторической достопримечательностью Багам и популярным туристическим объектом.